# Gisela Niemeyer

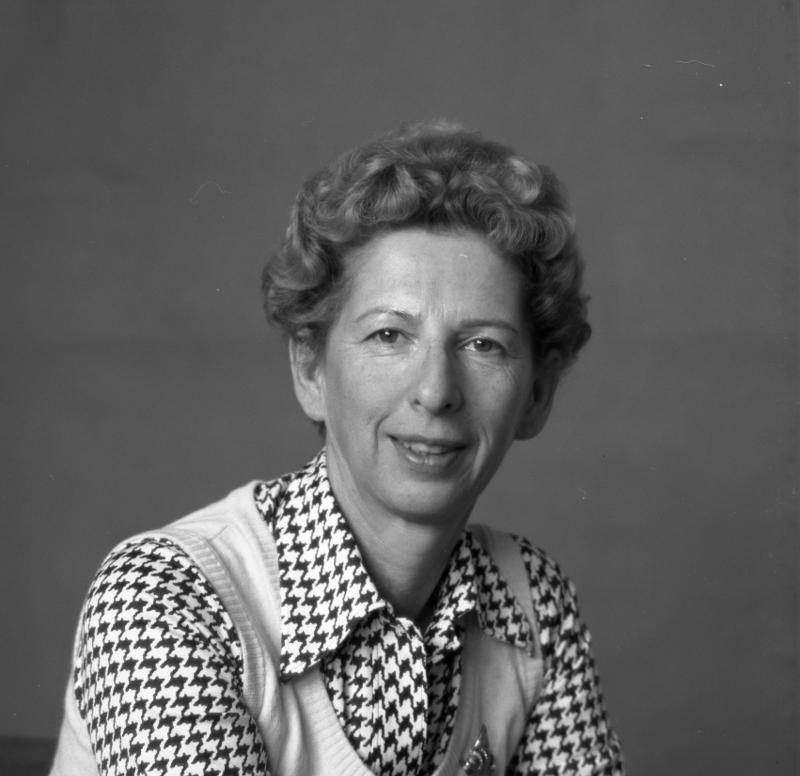
Gisela Niemeyer im Jahr 1977

Gisela Niemeyer (geborene Wawer, * 25. September 1923 in Danzig; † 7. Februar 2012 in Bonn) war eine deutsche Juristin. Sie war als Richterin am Bundesfinanzhof und am Bundesverfassungsgericht tätig. Im Jahr 1975 übernahm sie als erste Frau das Präsidentenamt an einem bundesdeutschen Finanzgericht.

## Leben

### Jugend und Ausbildung
Gisela Niemeyer wurde als Tochter eines Lehrers und einer Parlamentsstenographin geboren. Im Jahr 1942 legte sie ihr Abitur ab. Zunächst plante sie Journalistin zu werden, entschied sich dann aber für ein Studium der Medizin. Nach ein paar Monaten des Studiums wurde sie zum Dienst im Zweiten Weltkrieg eingezogen. Zum Kriegsende musste sie fliehen. Inzwischen mit einem ehemaligen Offizier der Kriegsmarine verheiratet begann sie 1948 an der Universität Kiel das Studium der Rechtswissenschaft. Kurz nach dem ersten Staatsexamen gebar sie ihr zweites Kind. Sie zog anschließend mit ihrer Familie nach Bonn, wo sie als Kanzleikraft arbeitete und das Referendariat ableistete. Im Jahr 1956 bestand sie das zweite juristische Staatsexamen und legte ihre Dissertation ab. Der Titel ihrer Dissertation lautet: Der Gegenstand des Verfahrens bei der Anfechtung von Steuerbescheiden.

### Finanzverwaltung und Landesfinanzschule
Nach Ausbildung und Promotion war Niemeyer zunächst in der Finanzverwaltung des Landes Nordrhein-Westfalen tätig. Von 1957 bis 1964 war sie Sachgebietsleiterin beim Finanzamt Bonn-Stadt. Bis 1966 war sie Lehrerin an der Landesfinanzschule Nordrhein-Westfalen.

### Richterin an Finanzgerichten
Ab 1966 war Niemeyer Richterin am Finanzgericht Düsseldorf, ab 1971 als Vorsitzende Richterin des 6. Senats des Finanzgerichts Düsseldorf.

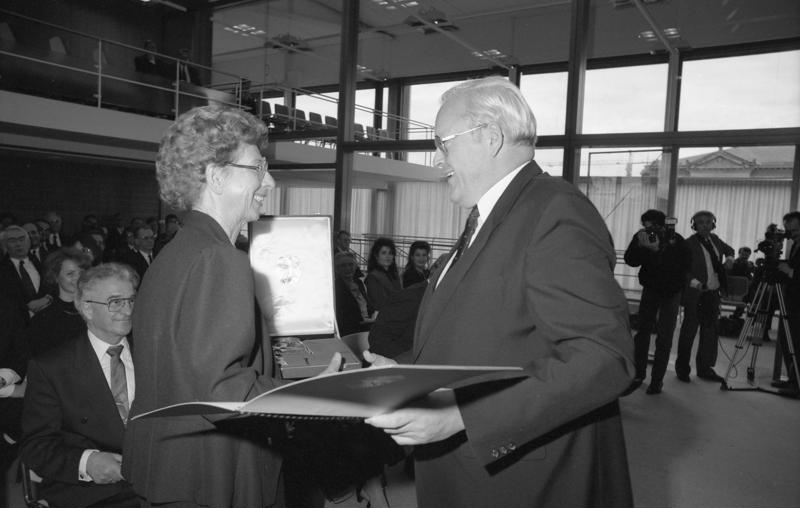
Verabschiedung vom Amt der Verfassungsrichterin durch Roman Herzog im Jahr 1989

Von 1972 bis 1975 bekleidete Niemeyer das Amt einer Richterin am Bundesfinanzhof.

### Präsidentin des Finanzgerichts Düsseldorf
Niemeyer wurde im Jahr 1975 zur Präsidentin des Finanzgerichts Düsseldorf berufen. Sie war damit die erste Frau, die einem Finanzgericht vorstand.

### Richterin des Bundesverfassungsgerichts
Im Jahr 1977 erfolgte ihre Wahl zur Richterin des Bundesverfassungsgerichts, dessen erstem Senat sie bis zu ihrem Eintritt in den Ruhestand 1989 angehörte. Sie folgte am Bundesverfassungsgericht Wiltraut Rupp-von Brünneck nach. Sie war dort insbesondere Berichterstatterin zu Fällen aus dem Familienrecht. Obwohl Mitglied der SPD, stimmte sie – ähnlich wie der von der SPD vorgeschlagene Wolfgang Zeidler im zweiten Senat – tendenziell mit den konservativeren Kollegen. Ihre Nachfolgerin am Bundesverfassungsgericht war Helga Seibert.

## Ehrungen
Am 23. Oktober 1989 wurde Gisela Niemeyer mit dem großen Verdienstkreuz mit Stern und Schulterband des Verdienstordens der Bundesrepublik Deutschland ausgezeichnet.

## Publikationen (Auswahl)
Artikel in Familie und Recht. Die Zeitschrift für Fachanwalt und Familiengericht, ISSN 0937-2180
- Der verfassungskonforme Familienlastenausgleich als gesetzgeberisches Ziel. Schwerpunkt: Steuerrecht. Band 1, Nr. 1, 1990, S. 2–8.
- Bedarf es einer Änderung des Art. 1 Abs. 1 GG? Band 3, Nr. 3, 1992, S. 145–148.
- Art. 6 GG auf dem Prüfstand. Ein Bericht zur Anhörung der Gemeinsamen Verfassungskommission. Band 4, Nr. 1, 1993, S. 29–30.
- Zur Reform des Kindschaftsrechts Sorgerecht allein oder zu zweit? Band 6, Nr. 3, 1995, S. 221–223.
- Übertragung des hälftigen Kinderfreibetrags bei unwesentlicher Unterhaltsleistung EStG § 32; FG Köln, Urteil vom 10. Mai 1995 - 11 K 1473/94, Anmerkung. Band 6, Nr. 4, 1995, S. 313.
- Kinder homosexueller Eltern. Kein Ende der Diskussion über die Reform des Kindschaftsrechts? Band 8, Nr. 5, 1997, S. 141–142.
- Die Verfassungsgarantie des Erbrechts in der Rechtsprechung des BVerfG. Band 9, Nr. 1, 1998, S. 12–13.
- BAföG/Wohngeld zum Ausschluß berufsbegleitend studierender Personen vom Bezug von Wohngeld. Band 9, Nr. 8, 1998, S. 246–247.
- Die gesetzliche Umsetzung des Gleichberechtigungsgebots (Art. 3 Abs. 2 GG) im Hinterbliebenenrecht verletzt nicht Verfassungsrecht zum Beschluß des Ersten Senats des BVerfG vom 18.2.1998 - 1 BvR 1318/86, 1 BvR 1484/86. Band 9, Nr. 8, 1998, S. 247–250.
- Ungleiche Behandlung von Müttern bei Bezug von Sozialhilfe nicht verfassungswidrig. Geburtsjahrgänge vor 1921 und Geburtsjahrgänge ab 1921. Band 9, Nr. 11/12, 1998, S. 403–404.
- Die verfassungsrechtlichen Anforderungen an den steuerlichen Familienleistungsausgleich durch die vier Entscheidungen des 2. Senats des BVerfG vom 10.11.1998. Band 10, Nr. 3, 1999, S. 97–101.
- Art. 13 Abs. 2 des Haager Übereinkommens über die zivilrechtlichen Aspekte internationaler Kindesentführung vor dem BVerfG. Band 10, Nr. 9, 1999, S. 362.
- Entspricht das Vetorecht der nichtehelichen Mutter den verfassungsrechtlichen Vorgaben bei der gesetzlichen Gestaltung des Sorgerechts des nichtehelichen Vaters? Band 12, Nr. 11, 2001, S. 491–493.
- Der Versorgungsausgleich nicht immer ein Äquivalent für die Tätigkeit einer geschiedenen Hausfrau und Mutter. Band 13, Nr. 5, 2002, S. 193–194.

Artikel in anderen Veröffentlichungen
- Der Gegenstand des Verfahrens bei der Anfechtung von Steuerbescheiden. Dissertation. Köln 1961, DNB 481070060.
- Der Gegenstand des Verfahrens bei der Anfechtung von Steuerbescheiden. In: Schriftenreihe des Instituts für Steuerrecht der Universität zu Köln. Band 23. Verlags-Buchhandlung des Instituts der Wirtschaftsprüfer, Düsseldorf 1962, DNB 453584381.
- Keine Maßgeblichkeit der mündlichen Verhandlung für die Bestimmung des Streitgegenstands gemäß § 65 Absatz 1 FGO. In: Deutsche Steuer-Zeitung. Band 56, Nr. 15. Industrie-Verlag Gehlsen, 1968, ISSN 0012-0774, S. 244–248.
- Mögliche Auswirkungen der neuesten Rechtsprechung des Bundesverfassungsgerichts zur Gewährung des rechtlichen Gehörs (Art. 103 Abs. 1 GG) auf das finanzgerichtliche Verfahren. In: Bericht über den Fachkongreß der Steuerberater des Bundesgebietes. Fachkongress der Steuerberater des Bundesgebietes. Band 34. Schmidt, Köln 1983, S. 69–86.
- Die steuerliche Behandlung von Ehe und Familie nach der Rechtsprechung des Bundesverfassungsgerichts. In: Ein Richter, ein Bürger, ein Christ. Festschrift für Helmut Simon. Nomos Verlags-Gesellschaft, Baden-Baden 1987, ISBN 3-7890-1468-0, S. 711–725.
- Das Pflegekind im Spiegel der Verfassung. Mit BVerfG-Urteil 1 BvR 818/88 v. 12.10.88. In: 3. Tag des Kindeswohls. 31.8. – 1.9.1988. Psychosozialer und rechtlicher Status von Pflegekindern. Lezius, Ahnatal 1988, S. 60–104.
- Die Rechtsprechung des Bundesverfassungsgerichts zur Konfliktlösung bei Pflegekindschaftsverhältnissen. In: Grundrechte, soziale Ordnung und Verfassungsgerichtsbarkeit. Festschrift für Ernst Benda zum 70. Geburtstag. Müller, Juristischer Verlag, Heidelberg 1995, ISBN 3-8114-0695-7, S. 185–200.